# محمد سعيد رمضان البوطي
محمد سعيد رمضان البوطي (1347 - 1434 هـ / 1929 - 21 آذار 2013 م) هو عالم سوري متخصص في العلوم الإسلامية، ومن المرجعيات الدينية الهامة على مستوى العالم الإسلامي، حظي باحترام كبير من قبل العديد من كبار العلماء في العالم الإسلامي، اختارته جائزة دبي الدولية للقرآن الكريم في دورتها الثامنة عام 2004 ليكون «شخصية العالم الإسلامي»، باعتباره «شخصيةً جمعت تحقيقَ العلماء وشهرةَ الأعلام، وصاحبَ فكرٍ موسوعيّ»، واختاره المركز الإسلامي الملكي للدراسات الإستراتيجية في الأردن في المركز 27 ضمن قائمة أكثر 500 شخصية إسلامية تأثيرًا في العالم لعام 2012، ويُعتبر ممن يمثلون التوجه المحافظ على مذاهب أهل السنة الأربعة وعقيدة أهل السنة وفق منهج الأشاعرة.
ترك البوطي أكثر من ستين كتابًا في علوم الشريعة، والآداب، والتصوف، والفلسفة، والاجتماع، ومشكلات الحضارة، كان لها أثرٌ كبيرٌ على مستوى العالم الإسلامي.
في فترة أحداث سوريا 2011-2013 أصبحت مكانة البوطي في العالم الإسلامي مثارًا للجدل والخلاف بسبب موقفه الرافض للثورة السورية، ودعمه لنظام الرئيس بشار الأسد، انتهت بتعرّضه للاغتيال يوم 21 مارس 2013، الذي اتفقت المعارضة والنظام السوري على إدانته، وأثار موجة تنديد كبيرة على مستوى العالم، وقد اتهمت المعارضة النظامَ بتدبير الاغتيال بعد ورود أنباء عن عزم البوطي على الانشقاق وتغيير موقفه من الثورة السورية، والهجوم على النظام. بينما اتّهم النظام السوري المعارضةَ باغتياله واصفًا إياهم «بأصحاب الفكر الظلامي التكفيري».

## ولادته ونشأته
وُلد البوطي، وهو ينحدر من قبيلة كردية، في عام 1347 هـ/1929م، في قرية «جليكا» التابعة لجزيرة ابن عمر المعروفة بجزيرة بوطان، والتي تقع على ضفاف نهر دجلة عند نقطة التلاقي بين حدود سوريا والعراق وتركيا. ولما بلغ من العمر أربعة سنوات هاجر مع والده ملا رمضان البوطي إلى دمشق في عام 1933م بسبب «اضطهاد أتاتورك» وانتشار الفكر الكمالي. تُوفيت والدته وعمره 13 عامًا، فتزوج والده من زوجة أخرى، من أسرة تركية، فكانت سببًا في إلمامه باللغة التركية بالإضافة إلى اللغة الكردية والعربية، تزوج وهو في الثامنة عشر من عمره، وله من الأولاد ستة ذكور وبنت واحدة.

## تعليمه
تأثر البوطي منذ صغره بوالده الشيخ ملا رمضان الذي كان بدوره عالم دين وأحد شيوخ الصوفية، فقد كان والده معلّمه الأوحد، إذ علَّمه أولًا مبادئ العقيدة، ثم موجزًا من سيرة النبي محمد، ثم أخذ يعلمه مبادئ علوم الآلة من نحو وصرف، وسلَّكه في طريق حفظ ألفية ابن مالك في النحو، فحفظها في أقل من عام، ولم يكن قد ناهز البلوغ بعد. ولما بلغ السادسة من عمره عهد الشيخ ملا رمضان بولده إلى امرأة كانت تعلم الأطفال قراءة القرآن، فكانت تُعلِّمه القرآن وتلقنه إياه حتى ختم القرآن عندها خلال ستة أشهر. التحق بعدها بمدرسة ابتدائية في منطقة ساروجة، أحد أحياء دمشق القديمة، ولم تكن تلك المدرسة تعنى إلا بتعليم الدين ومبادئ اللغة العربية والرياضيات.
بعد انقضاء المرحلة الابتدائية التحق بجامع منجك عند الشيخ حسن حبنكة الميداني. وفي تلك الفترة ارتقى المنبر للخطابة ولم يكن قد تجاوز بعد 17 من عمره، وذلك في أحد مساجد الميدان القريبة من جامع منجك. وفي عام 1953 أتمّ دراسته في معهد التوجيه الإسلامي عند الشيخ حسن حبنكة. وفي عام 1953 ذهب إلى القاهرة لاستكمال دراسته الجامعية في جامع الأزهر، وعاد بعدها لدمشق بعد حصوله على الإجازة في الشريعة من كلية الشريعة في جامع الأزهر عام 1955. ثم حصل على دبلوم التربية من كلية اللغة العربية في جامع الأزهر عام 1956.

## وظائفه
شغل البوطي عدّة مناصب أكاديمية في حياته، فبعد حصوله على الشهادة من جامعة الأزهر عُيّن مُعيدًا في كلية الشريعة بجامعة دمشق عام 1960م، ثمّ أُوفد إلى كلية الشريعة من جامعة الأزهر للحصول على الدكتوراه في أصول الشريعة الإسلامية وحصل على هذه الشهادة عام 1965م، وفي نفس العام عُين مدرسًا في كلية الشريعة في جامعة دمشق، ثم أصبح أستاذًا مساعدًا، فأستاذًا، ثم في عام 1975م عُيّن وكيلًا لكلية الشريعة فيها، ثم في عام 1977م عُيّن عميدًا لها، ثم رئيسًا لقسم «العقائد والأديان». خلال هذه الفترة وحتى عام 1981 كان بعيدًا عن المحافل العامة، وكان مكتفيًا بالمجال الأكاديمي بالإضافة إلى درسين أسبوعيين في مسجد السنجقدار، لينتقل بعدها إلى مسجد تنكز ثم إلى مسجد الإيمان في دمشق. وكان له دروس أخرى في مسجد والده الشيخ ملا رمضان البوطي وفي المسجد الأموي.
اشترك في مؤتمرات وندوات عالمية كثيرة، وحاضر في معظم الدول العربية والغربية من أبرزها محاضرته في مجلس البرلمان الأوروبي في ستراسبورغ عن حقوق الأقليات في الإسلام سنة 1991، كما شارك كمستشار في بعض لقاءات المجمع الفقهي الإسلامي. كان عضوًا في هيئة المحاسبة والمراجعة للمؤسسات المالية الإسلامية، وعضوًا في جمعية نور الإسلام في فرنسا. وكان عضوًا في مؤسسة آل البيت للفكر الإسلامي في عمّان، وفي المجلس الأعلى لأكاديمية أكسفورد، وعضوًا في المجلس الاستشاري الأعلى لمؤسسة طابة بأبوظبي. تولى إمامة الجامع الأموي بدمشق والإشراف على النشاط العلمي فيه، كما كان رئيس اتحاد علماء بلاد الشام.

## أفكاره وآراؤه

سبّب ظهور كتابه «الجهاد في الإسلام» عام 1993 الكثير من الجدل، بسبب نبذه للعنف في التغيير، وتحريمه للخروج على الحاكم.

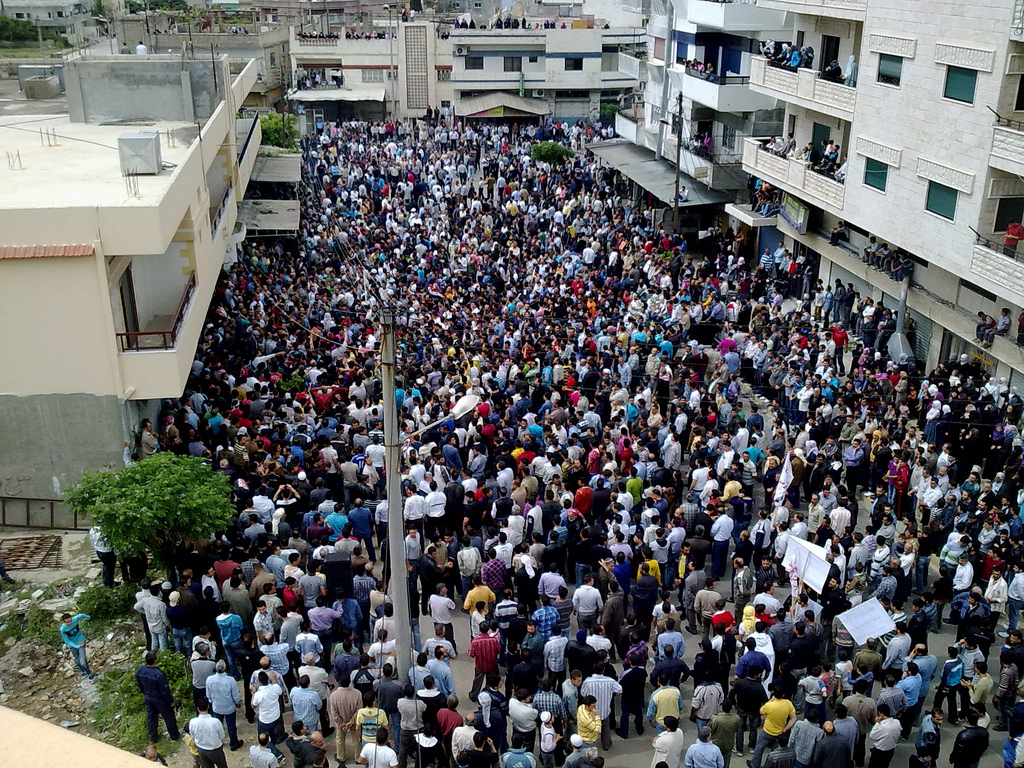
في فترة أحداث سوريا 2011-2013 دافع البوطي عن النظام السوري، وانتقد المتظاهرين، مما تسبب بانتقادات حادة وأعداء كثر له

مثّل البوطي التوجه المحافظ لمذاهب أهل السنة الأربعة وعقيدة أهل السنة وفق منهج الأشاعرة، وقد عُدّ البوطي من أهمّ من دافع عن عقيدتهم في وجه الآراء السلفية، وقد ألف في الموضوع كُتُبًا مثل: «السلفية مرحلة زمنية مباركة لا مذهب إسلامي» و«اللامذهبية أخطر بدعة تهدد الشريعة الإسلامية». كما ويُعد البوطي من علماء الدين السنة المتخصصين في العقائد والردّ على الفلسفات المادية وقد ألف كُتُبًا عنها مثل: «أوروبا من التقنية إلى الروحانية، مشكلة الجسر المقطوع»، و«نقض أوهام المادية الجدلية»، هاجم فيه الفكر الشيوعي والإلحادي.
كما أن البوطي كان له رأي في موضوع ختان الإناث حيث أنه في شباط من عام 2011، تحصل طرفة بغجاتي مع روديجر نيبرج على فتوى من الشيخ الدكتور محمد سعيد رمضان البوطي تحرم ختان الإناث
ومن الناحية السياسية، فقد ربط البوطي علاقة مع النظام السياسي الحاكم في سوريا منذ عهد الرئيس حافظ الأسد خاصة في بداية التسعينيات حيث ظهر حينها ضمن وسائل الإعلام السورية الرسمية، وكان على علاقة شخصية بحافظ الأسد عندما طلب الرئيس اللقاء بالبوطي إثر قراءته لبعض كتبه. وأصبح يستدعيه بين الحين والآخر في جلسات طويلة، وقد كان من أبرز نتائج تلك اللقاءات استجابة الرئيس لطلبه إذ أطلق سراح عدد كبير من المعتقلين، وفتح المجال لعودة الذين خرجوا بسبب أحداث المواجهة مع جماعة الإخوان المسلمين، بالإضافة إلى معالجة كثير من القضايا الأخرى المتعلقة بالمعاهد الشرعية والإعلام والكتب الإسلامية. كما سبّب وقوفه مع النظام السوري في مواجهة جماعة الإخوان المسلمين كثير من الانتقاد آنذاك، إذ ظل منذ أحداث مدينة حماة في 1982 ينافح عن شرعية حكم عائلة الأسد، وعدم جواز الخروج عليها لأن الحاكم فيها لم يصل إلى الكفر البواح (أن يعلن جهارًا الكفر، وخروجه عن الإسلام)، وقد سبّب ظهور كتابه «الجهاد في الإسلام» عام 1993 في إعادة الجدل القائم بينه وبين بعض التيارات السياسية ذات التوجهات الإسلامية، بسبب نبذه للعنف في التغيير، وتحريمه للخروج على الحاكم إلا إن ثبت كفره.
وفي عهد الرئيس بشار الأسد، بقيت العلاقة قويّة بين البوطي والنظام، مما عكس تأثيرًا للبوطي في بعض النواحي الحياتية، مثل التراجع عن القرار بمنع توظيف المنقبات في سلك التربية والتعليم. وإلغاء الامتياز الوحيد لكازينو سوري افتُتح على طريق المطار. كما أقرّ تأسيس محطة فضائية لترويج الفكر الديني الوسطي، كان يشرف عليها البوطي، وسُمّيت بـ«نور الشام». ويرى مراقبون أن تقارب البوطي مع السلطة السياسية في سوريا كان له تأثير في المحافظة على سياسة سوريا المتعلقة بدعم حركات المقاومة في فلسطين. وكان البوطي يبتعد عن السياسية بشكل عام ويحث الدعاة على ترك الخوض فيها. وكان من موقعي بيان يؤيد قرار الأزهر تجميد الحوار مع الفاتيكان بعد تعليقات للبابا التي أساءت للمسلمين.

### الأزمة السورية
خلال فترة الاحتجاجات السورية 2011-2013 رفض البوطي الحراك الشعبي وانتقد المحتجين ودعاهم إلى «عدم الانقياد وراء الدعوات مجهولة المصدر التي تحاول استغلال المساجد لإثارة الفتن والفوضى في سوريا»، واصفًا التظاهرات أنها «باتت تؤدي إلى أخطر أنواع المحرمات»، وانتقد أيضًا القرضاوي (الذي كان يدعو الناس للتظاهر) وقال إنه «اختار الطريقة الغوغائية التي لا تصلح الفساد وإنما تفتح أبواب الفتنة». كما دافع البوطي في عدد من تصريحاته عن النظام السوري الذي يواجه بحسبه «مؤامرة خارجية» تقودها إسرائيل، وأشاد بالدور الذي يقوم به الجيش النظامي، مع تأكيده في فتاويه على «حرمة قتل المتظاهرين حتى لو كان جبرًا». وتسببت هذه التصريحات التي وُصفت بأنها «معادية» للثورة، بانتقادات حادة وأعداء كثر للبوطي، حتى صنفه البعض ضمن فئة «علماء السلطان»، وذلك سبّب أن قام المتظاهرون بإحراق كتبه في جمعة أحفاد خالد. بينما كان البعض الآخر يلتمس للبوطي أعذارًا بدعوى أنه كان واقعًا تحت التهديد من قبل النظام السوري.

## مقتله

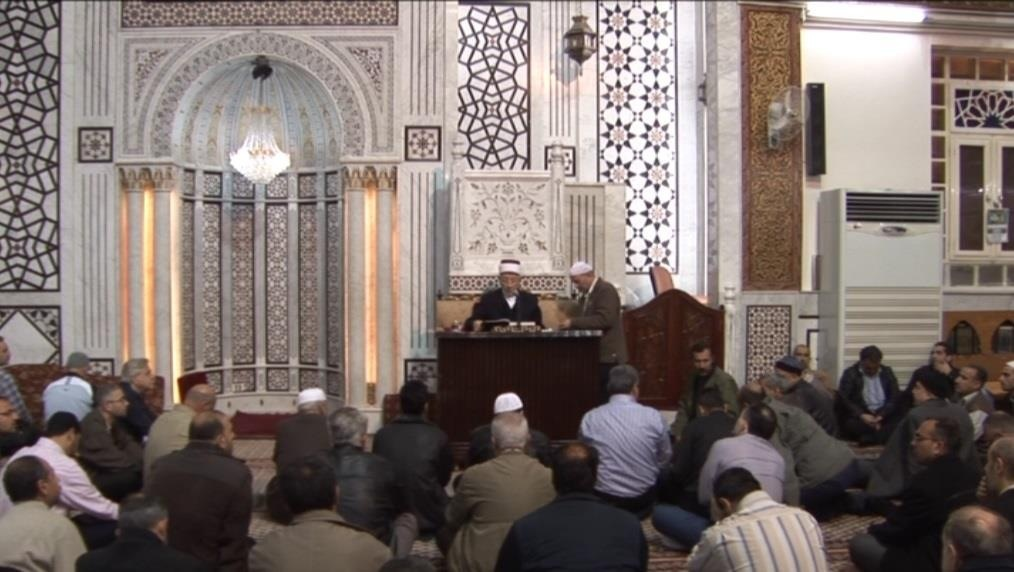
صورة من آخر درس ديني للبوطي في مسجد الإيمان قبل اغتياله في ذات المسجد

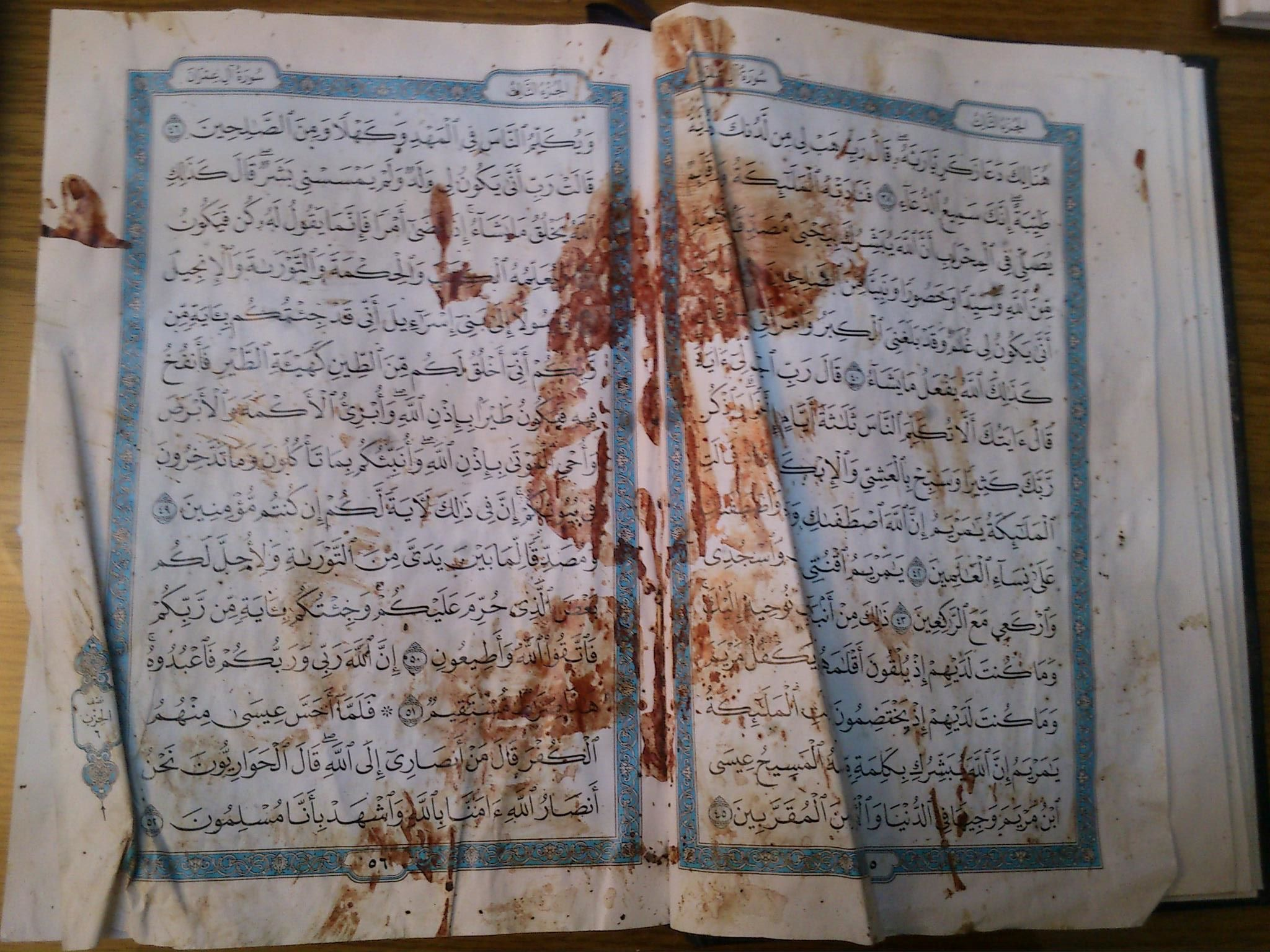
المصحف الذي كان بيد البوطي عندما قُتل أثناء إلقاءه درسًا دينيًا في التفسير، ويظهر عليه آثار دمه

قُتل الشيخ البوطي يوم الخميس 21 مارس من عام 2013 الموافق 9 جمادى الأولى من عام 1434 هـ، وذلك أثناء إعطائه درسًا دينيًا في مسجد الإيمان بحي المزرعة في دمشق، فبحسب الرواية الرسمية، فإن تفجيرًا انتحاريًا قد أودى بحياة البوطي و42 شخصًا من بينهم حفيده بالإضافة إلى إصابة 84 آخرين بجروح. بينما نشر مجلس قيادة الثورة في دمشق مقطع فيديو لاحقًا في تاريخ 9 أبريل 2013 على الإنترنت قال إنه يظهر لحظة مقتل البوطي، حيث يظهر الفيديو الشيخ البوطي وهو يعدل عمامته بعد انفجار صغير وقع قرب منبره، ثم يسارع شخص إليه، حاجبًا الصورة عن الكاميرا التي كانت تصور الحلقة، وينصرف بسرعة مخلفًا الشيخ البوطي والدماء تسيل من رأسه، وهو ما يرى ناشطون أنه يرجح فرضية اغتيال البوطي بالرصاص وليس بالانفجار. ونفى الدكتور توفيق رمضان نجل الشيخ البوطي في مقابلة تلفزيونية في اليوم نفسه حدوث أي إطلاق نار في المسجد بناء على تجميع روايات الناجين من التفجير، وأكد أن أباه قضى بالتفجير الذي نفذه انتحاري.
وقد تبادل كلٌّ من النظام والمعارضة الاتهامات على الرغم من إدانة كلا الطرفين للحادث. وقال الشيخ محمد أبو الهدى اليعقوبي المعارض للنظام أن البوطي كان على وشك الانشقاق، وأنه كان ينوي إعلان موقفه والهجوم على النظام، وأن عملية الاغتيال نفذها النظام السوري بعد أنباء تسربت عن نية عائلته السفر خارج سوريا. وقد اتّهمت بعض المواقع الإخبارية الشيخ يوسف القرضاوي بالتحريض على قتل البوطي عندما دعا في فيديو نُشر له إلى «قتل جميع من يعملون مع السلطة من عسكريين ومدنيين وعلماء دين»، فيما نفى يوسف القرضاوي ما نُشر من «مزاعم تتهمه بالتحريض».
وقد شُيّع جثمان البوطي يوم السبت 23 مارس 2013 من منزله في دمشق، وصُلّي عليه في المسجد الأموي، ثم دُفن بجانب قبر صلاح الدين الأيوبي المحاذي لقلعة دمشق قُرب المسجد الأموي. وقد حضر الجنازة ممثلون من إيران ولبنان والأردن. كما أعلن يومَ السبت الموافق 23 مارس لسنة 2013 يومَ حداد عام في سوريا على الشيخ البوطي ومن سقط معه.

### ردود أفعال
- مجلس الأمن التابع للأمم المتحدة: أدان التفجير الذي أودى بحياة الشيخ محمد سعيد البوطي ونحو 50 آخرين فضلًا عن جرح أكثر من 80 آخرين بعضهم، ووصفه «بالهجوم الإرهابي».[32]
- جامعة الدول العربية: أدان الأمين العام لجامعة الدول العربية نبيل العربي التفجير «بأشد العبارات»، وقال في بيان له إن «هذه التفجيرات الإجرامية خاصة الموجهة ضد بيوت الله ورواد هذه البيوت مدانة بأشد العبارات»، وطالب «بضرورة الإسراع في متابعة مقترف هذه الجريمة النكراء التي تستهدف الأبرياء من الشعب السوري الشقيق».[33]
- سوريا: وجه الرئيس السوري بشار الأسد برقية تعزية لمقتل الشيخ البوطي واصفًا إياه بأنه قامة كبيرة من قامات سوريا، واتهم من أسماهم بالقوى الظلامية بأنهم من يقفون وراء مقتله، كما أعلن يوم السبت الموافق 23 مارس لسنة 2013 يوم حداد على الشيخ البوطي ومن سقط معه.[31]
- الجزائر: نددت الجزائر الجمعة بشدة بالتفجير، وقال الناطق باسم الخارجية الجزائرية عمار بلاني «الأمر يتعلق بجريمة نكراء وبشعة ندينها بشدة».[33]
- روسيا: أدانت روسيا التفجير، والذي أدى إلى مقتل الشيخ البوطي، ووصفته بـ«الإرهابي».[34]
- إيران: أدانت وزارة الخارجية الإيرانية بشدة اغتيال البوطي ووصفته بأنه «جريمة لا إنسانية ومعادية للدين منفذوها قساة القلوب ومن أعداء الشعب السوري».[35]
- حركة حماس: أدانت حركة حماس التفجير، وتقدمت بالتعازي الخالصة إلى علماء سورية وشعبها لوفاة الشيخ البوطي، ووصفت التفجير «بالبشع والإجرامي».[36]
- حركة الجهاد الإسلامي: استنكرت حركة الجهاد الإسلامي اغتيال الشيخ البوطي، وقالت «إن استهداف بيوت الله وعلماء المسلمين بهذه الطريقة جريمة منكرة تستهدف كل معاني الإنسانية والرحمة التي يمثلها الدين الإسلامي».[36]
- الإخوان المسلمون في سوريا: أدانت التفجير، ووصفته «بالحادث الإجرامي» متهمةً النظام السوري بالوقوف وراءه.[37]
- حزب الله: أدان اغتيال البوطي، واستهداف المصلين في المساجد.[38]
- الأزهر: نعى الأزهر الشيخ البوطي، واصفًا الشيخ بأنه «علامة الشام»، وأدان قتل العلماء، والاعتداء على حرمات المساجد وبيوت الله.[39]
- مقتدى الصدر: استنكر اغتيال الشيخ البوطي، ووصفه بالرمز الوطني الوحدوي المعتدل، ودعا بأن تكون دمائه بداية للسلام والكف عن اراقة الدماء في سوريا[40]
- الاتحاد العالمي لعلماء المسلمين: ندَّد الاتحاد العالمي لعلماء المسلمين، باغتيال الشيخ محمد سعيد رمضان البوطي، مؤكدًا «رفضه لقتل أي عالم على فكره واجتهاده مهما اختلفنا معه، لأن ذلك محرم حتى لرجال الدين من غير المسلمين».[41]
- الجيش السوري الحر: أدان التفجير، ووصف الاعتداء «بالإرهابي والإجرامي».[42]
- رابطة العلماء السوريين: استنكرت اغتيال البوطي، واستهداف المساجد والعلماء والمدنيين، وتؤكد مسؤولية النظام السوري عن الحادث.[43]
- معاذ الخطيب (رئيس الائتلاف الوطني السوري آنذاك): أدان اغتيال رجل الدين السني البارز الشيخ البوطي، ووصف الاعتداء بأنه «جريمة بكل المقاييس».[42]

## مؤلفاته
ترك البوطي أكثر من 60 مؤلفًّا في مختلف المجالات، أبرزها:
| - البدايات باكورة أعمالي الفكرية. - التعرف على الذات هو الطريق المعبد إلى الإسلام. - المذاهب التوحيدية والفلسفات المعاصرة. - لا يأتيه الباطل - كشف لأباطيل يختلقها ويلصقها بعضهم بكتاب الله عز وجل. - برنامج دراسات قرآنية (3 أجزاء). - منهج الحضارة الإنسانية في القرآن. - من روائع القرآن الكريم. - كلمات في مناسبات. - الحكم العطائية شرح وتحليل (4 أجزاء). - هذا ما قلته أمام بعض الرؤساء والملوك. - مشورات اجتماعية. - يغالطونك إذ يقولون. - الإسلام والعصر تحديات وآفاق (حوارات لقرن جديد). - أوربة من التقنية إلى الروحانية - مشكلة الجسر المقطوع، بالعربية والإنكليزية. - كبرى اليقينيات الكونية (وجود الخالق ووظيفة المخلوق). - شخصيات استوقفتني. | - حرية الإنسان في ظل عبوديته للّه (سلسلة هذا هو الإسلام). - الله أم الإنسان أيهما أقدر على رعاية حقوق الإنسان؟. - اللامذهبية أخطر بدعة تهدد الشريعة الإسلامية. - تجربة التربية الإسلامية في ميزان البحث. - سلسلة أبحاث في القمة. - ضوابط المصلحة في الشريعة الإسلامية. - قضايا فقهية معاصرة (جزآن). - محاضرات في الفقه المقارن. - مع الناس مشورات وفتاوى (جزآن). - الجهاد في الإسلام: كيف نفهمه؟ وكيف نمارسه؟ - سيامند ابن الأدغال. - هذه مشكلاتهم. - هذه مشكلاتنا. - من الفكر والقلب. - حوار حول مشكلات حضارية. - على طريق العودة إلى الإسلام، رسم لمنهاج، وحل لمشكلات. - نقض أوهام المادية الجدلية. - المرأة بين طغيان النظام الغربي ولطائف التشريع الرباني. | - الإنسان مسير أم مخير؟ - الحوار سبيل التعايش (ندوات الفكر المعاصر). - السلفية مرحلة زمنية مباركة لا مذهب إسلامي. - التغيير مفهومه وطرائقه (ندوات الفكر المعاصر). - رواية ممو زين. - هذا والدي. - الإسلام ملاذ كل المجتمعات الإنسانية. - فقه السيرة النبوية مع موجز لتاريخ الخلافة الراشدة. - عائشة أم المؤمنين. - مدخل إلى فهم الجذور. - مسألة تحديد النسل وقاية وعلاجًا. - دفاع عن الإسلام والتاريخ. - المذهب الاقتصادي بين الشيوعية والإسلام. - في سبيل الله والحق. - حقائق عن نشأة القومية. - في الحديث الشريف والبلاغة النبوية. - من سنن الله في عباده. - دور الأديان في السلام العالمي. |

## برامج إذاعية وتلفازية

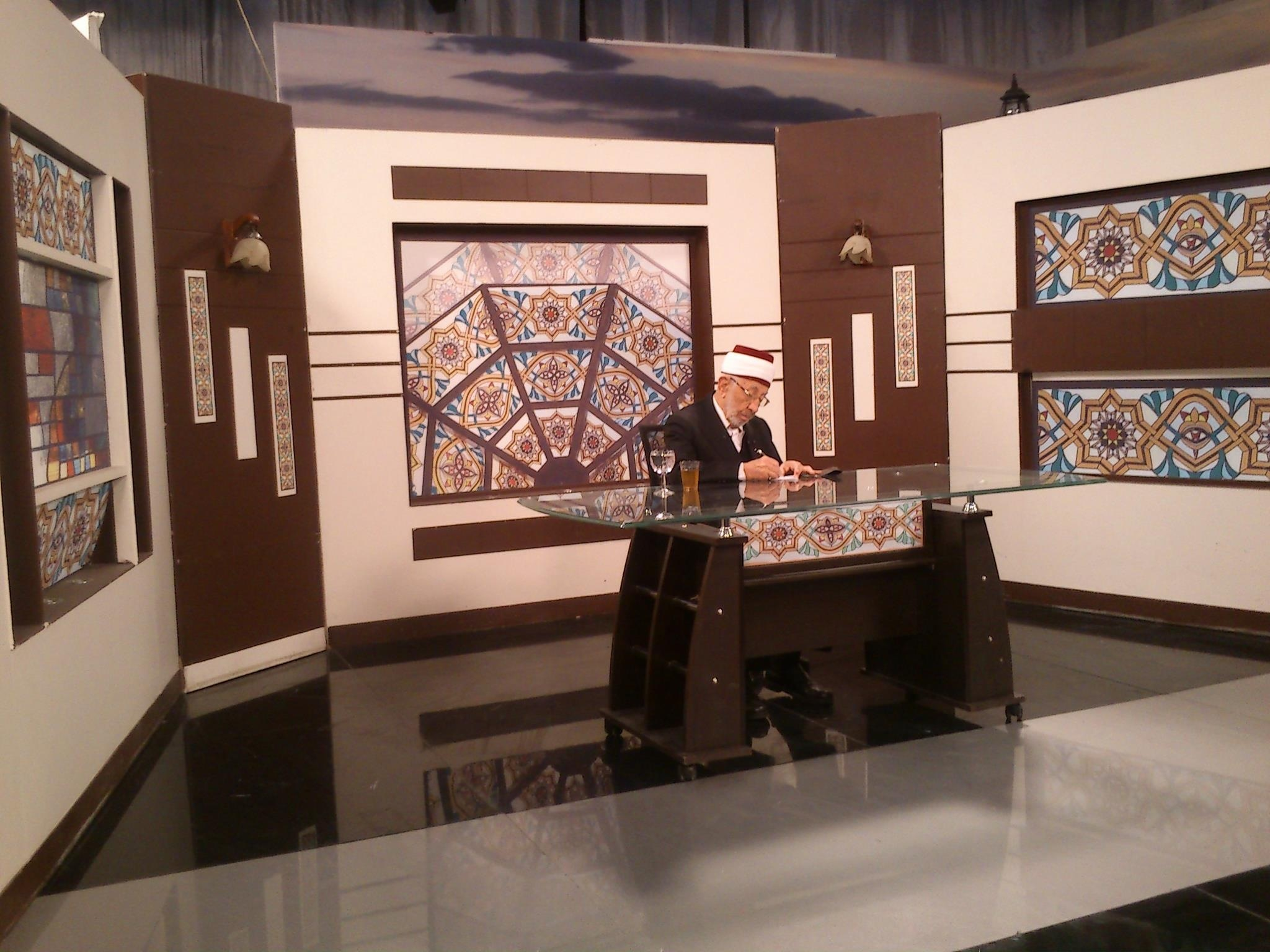
البوطي أثناء إعداده لأحد برامجه التلفزيونية

- لا يأتيه الباطل، على قناة شام وقناة صانعو القرار.
- دراسات قرآنية، على القناة الفضائية السورية.
- شرح كتاب كبرى اليقينيات الكونية، ضمن برنامج الكلم الطيب، على قناة الرسالة.
- مشاهد وعبر، على قناة الرسالة.
- فقه السيرة، على قناة اقرأ.
- شرح الحكم العطائية، على قناة الإرث النبوي.
- الجديد في إعجاز القرآن الكريم على قناة اقرأ.
- هذا هو الجهاد على قناة أزهري.

## وصلات خارجية
- موقع نشاطات البوطي.